# SHIRO'S SONGBOOK
『SHIRO'S SONGBOOK』(シローズソングブック)は、作曲家である鷺巣詩郎プロデュース・作曲・編曲のアルバム。2023年現在、CD11枚、DVD1枚をリリース。

## 概要
制作のきっかけは鷺巣詩郎の活動20周年アルバムとして、『SHIRO'S SONGBOOK』を制作。
曲のジャンルはR&B、ゴスペル、ヒップホップ、ジャズとブラックミュージック系。しかし中には、オーケストラの楽曲もあり作品の質は高い。また、ゲストミュージシャンも豪華である。
アルバムの数作品は製造中止で入手不可能。2007年3月、ブログにて新作の制作をしていると発表。
2013年11月6日、『SHIRO'S SONGBOOK vers 7.0』からおよそ8年ぶりに『SHIRO'S SONGBOOK 'Xpressions' Shiro SAGISU』が発売された。

## 特徴
- 大半の曲にストリングスやブラスなどの大編成を取り入れている。
- 鷺巣が在住しているロンドン、パリ、東京の3ヶ所で制作。
- ブックレットでは毎回松尾潔と対談していて、鷺巣の音楽論を見ることが出来る。たまに内容が濃かったりもする。
- 一番古い曲は、18～19歳の頃に書いた「LOVE CALLING」。
- ストリングス・アレンジャーとして人気の高い鷺巣が書くトリッキーかつ躍動感ある独特なストリングスアレンジが聞ける。

## 主な参加ミュージシャン
Shiro's Family 
Shiro Sagisu(シンセサイザー・プログラミング・バンドマスター・ストリングス&ブラスアレンジ)
Andrew SMITH(ギター・バンドマスター)
Mark WALKER(キーボード)
Mark WILLIS(ベース)
Verloy BAILEY(ドラム)
Freedom Gospel Choir
LOREN
Evette Briscoe
Brendan Guyatt
Jennifer Ingram-Brown
Trevor Johnson
Michelle John-Douglas
Paul Lee
Dawn Martin
Ian Michael G Pitter
Marion Powell
Michael Dixon
Our Special Choir
Catherine Bott（ソプラノ）
Deborah Miles-Johnson（アルト）
Andrew Busher（テノール）
Michael George（バス）
Briscoe Sisters
LOREN
Evette Briscoe
Nu Synfonyq Soul Orchestra
- コンサートマスター

落合徹也(Violin)
エリック宮城(Trumpet)
数原晋(Trumpet)
London Session Orchestra
- コンサートマスター・Gavyn WRIGHT(Violin)

## ゲストミュージシャン
- 服部隆之
- 松井寛
- クリヤマコト
- ポーランド国立ワルシャワ・フィルハーモニック・オーケストラ
- 天野正道
- 佐藤竹善
- 平井堅
- 露月春女
- 中西圭三
- 吉田美奈子
- 和田昌哉
- Take6
- 高橋洋子

## 作品

### CD
- SHIRO'S SONGBOOK (1999)
- SHIRO'S SONGBOOK "remixes and more" (2000)
- SHIRO'S SONGBOOK 2 (2000)
- SHIRO'S SONGBOOK 2.5 Tribute to COOL! (2001)
- SHIRO'S SONGBOOK Selection London Freedom Choir (2003)
- SHIRO'S SONGBOOK vers 7.0 (2005)
- SHIRO'S SONGBOOK 'Xpressions' Shiro SAGISU (2013)
- SHIRO'S SONGBOOK 録音録 The Hidden Wonder of Music (2017)
- アニソン録 プラス。 (2018)
- SHIRO'S SONGBOOK 11 (2022)
- SHIRO'S SONGBOOK BLEACH盤解! (2022)

### DVD
- 5.1 Gospel SONGBOOK (2001)

## SHIRO'S SONGBOOK

### 収録曲
1. SING A SONGBOOK [1:25]
歌：Freedom Gospel Choir
2. JUST WANNA THANK YOU (reprise) [1:15]
歌：Ian Michael G Pitter & Freedom Gospel Choir
3. INTIMATE [5:50]
歌：Elisha LA' VERNE
4. CARNIVAL [7:15]
歌：Gina Foster
5. EYE TO EYE [5:55]
歌：Hazel Fernandes
6. BEAUTIFUL DREAM [6:45]
歌：Hazel Fernandes
7. THANATOS -IF I CAN'T BE YOURS- part1 (piano&verse) [1:45]
歌：LOREN & MASH
8. THANATOS -IF I CAN'T BE YOURS- part2 (orchestral world) [2:25]
歌：LOREN & MASH
9. THANATOS -IF I CAN'T BE YOURS- part3 (funk&go) [4:15]
歌：LOREN & MASH
10. THANATOS -IF I CAN'T BE YOURS- part4 (overcome) [3:35]
歌：LOREN & MASH
11. LOVE CALLING [6:25]
歌：LOREN & Freedom Gospel Choir
12. JUST WANNA THANK YOU (master) [6:35]
歌： Ian Michael G Pitter & Freedom Gospel Choir
13. WINTER BLUE [6:30]
歌：LOREN、ラップ：MALI
14. SONGBOOK [1:20]
15. STUCK ON ME [7:15]
歌：Jennifer Ingram-Brown

## SHIRO'S SONGBOOK "remixes and more"

### 収録曲
1. STUCK ON ME (Radio Edit) [4:09]
歌：Jennifer Ingram-Brown
2. JUST WANNA THANK YOU (80's mix) [6:18]
歌：Ian Michael G Pitter
3. INTIMATE '99 (GIANT SWING mix) [5:23]
歌：エリーシャ・ラヴァーン
4. BEAUTIFUL DREAM (Ultimated 70's) [6:15]
歌：Hazel Fernandes
5. JUST WANNA THANK YOU (PROS mix) [6:14]
歌：Ian Michael G Pitter
6. YOU AND I (MASH Version〜'96 Master) [5:28]
歌：LOREN
7. JUST WANNA THANK YOU (Tiny Voice mix) [5:57]
歌：Ian Michael G Pitter
8. BEAUTIFUL DREAM (Satoshi TOMIIE Interpretation) [9:20]
歌：Hazel Fernandes
9. LOVE CALLING 2000 (Royal Mirrorball Version) [9:25]
歌：LOREN
10. BEAUTIFUL DREAM (I・C・B Hard“GARAGE”mix) [7:08]
歌：Hazel Fernandes
11. STUCK ON ME (Mad August mix) [7:09]
歌：Jennifer Ingram-Brown
12. THANATOS (Ro-JAM Version〜NIQI's Turntable Opera) [4:02]
歌：LOREN

## SHIRO'S SONGBOOK 2

### 収録曲
1. SING A SONG (prelude) [2:35]
歌：Freedom Gospel Choir
2. REACHING FOR THE TOP [5:46]
歌：Bazil Meade
3. DON'T LEAVE ME [5:35]
歌：Michelle John-Douglas
4. I'LL BE ALWAYS ON YOUR MIND [5:32]
歌：Marion Powell
5. EVERY GENERATION [5:53]
歌：Ian Michael G Pitter
6. YOU AND I [5:32]
歌：LOREN
7. IF YOU EVER [5:15]
歌：Ian Michael G Pitter
8. SWEET INSPIRATION [6:01]
歌：佐藤竹善、平井堅、露崎春女、MICHICO、中西圭三、吉田美奈子
9. EYES [5:25]
歌：LOREN
10. WINNERS AN' LOSERS [5:16]
歌：LOREN
11. YOUR LIFE [3:37]
歌：Michelle Dixon
12. WHY PRETEND [5:55]
歌：Ian Michael G Pitter
13. SING A SONG [5:00]
歌：Freedom Gospel Choir
14. SING A SONG (forever) [0:26]
歌：Freedom Gospel Choir

## SHIRO'S SONGBOOK 2.5 Tribute to COOL!

### 収録曲
1. JUPIER Tribute to COOL =master= [5:40]
歌：LOREN
2. You are Not Mine to Hold [4:32]
歌：Hazel Fernandes
3. Sing the Blues [5:36]
歌：Basil Meade
4. Fly 2000 [5:58]
歌：Jennifer Ingram-Brown
5. Sweet Inspiration =our version= [6:00]
歌：Freedom Gospel Choir
6. Why Pretend =mad marcy mix= [5:53]
歌：Ian Michael G Pitter
7. JUPIER Tribute to COOL =acid jazz mix= [5:43]
歌：LOREN
8. Sing a Song =80’s radio= [16:36]

## 5.1 Gospel SONGBOOK

### 収録曲
1. LOVE CALLING
2. YOUR LIFE
3. EYES
4. JUST WANNA THANK YOU
5. SWEET INSPIRATION
6. THE GLORY DAY
7. JOY TO THE WORLD
8. OH HAPPY DAY
9. TOTAL PRAISE

## SHIRO'S SONGBOOK Selection London Freedom Choir

### 収録曲
1. L+O+V+E SELECTION [3:38]
歌：Ian Michael G Pitter
2. SPARK OF LIFE 2003 (NOCTURNE) [6:48]
歌：LOREN
3. SHIRO'S MUSIC BOX [5:24]
歌：Paul Lee
4. WHERE YOUR HEART BELONGS [6:37]
歌：LOREN
5. WHY PRETEND 2003 [5:29]
歌：Ian Michael G Pitter
6. BEAUTIFUL DREAM (THE BEST OF TIME) [4:51]
歌：Hazel Fernandes
7. DAY BY DAY (涙のプレゼント) [6:51]
歌：Ian Michael G Pitter
8. LAST NIGHT [5:20]
歌：Hazel Fernandes
9. SENSES [5:20]
歌：Michelle Dixon
10. STUCK ON ME [4:55]
歌：Jennifer Ingram-Brown
11. I NEED TO MISS YOU SOMETIME [5:01]
歌：Hazel Fernandes
12. SING A SONG OUTRO [4:06]
歌：Michelle Dixon
13. SPECIAL CHRISTMAS PRESENT [5:28]
歌：LOREN
14. THE GLORY DAY [4:12]
歌：TAKE 6

## SHIRO'S SONGBOOK vers 7.0

### 収録曲
1. Welcome To SHIRO'S SONGBOOK ver.7.0 [2:06]
歌：Ian Michael G Pitter
2. Runaway [5:14]
歌：LOREN
3. Love Changes [5:37]
歌：LOREN
4. I Want You To Want Me [4:26]
歌：Ian Michael G Pitter
5. Violette Sky [6:11]
歌：ジェリー・ブラウン
6. See With The Sun [5:48]
歌：LOREN
7. I'm Getting Out [6:51]
歌：Ian Michael G Pitter
8. Night Flight [6:31]
歌：ジェリー・ブラウン
9. Only Love Makes You Stay [5:15]
歌：Ian Michael G Pitter
10. Beautiful Life [6:32]
歌：Michelle Dixon
11. Heaven [5:26]
歌：Michelle Dixon
12. Eyes Of A Child [4:45]
歌：和田昌哉
13. Perfect Life [9:48]
歌：Ian Michael G Pitter

## SHIRO'S SONGBOOK 'Xpressions' Shiro SAGISU

### 収録曲

#### Disc.1
1. This Kind of Love [5:43]
歌：Hazel Fernandes
作詞：Mike Wyzgowski / 編曲：鷺巣詩郎
2. Going Home_her sights [3:18]
歌：Hazel Fernandes
作詞：Mike Wyzgowski / 編曲：狭間美帆、鷺巣詩郎
3. Going Home_his sights [5:52]
歌：Ian Michael G Pitter
作詞：Mike Wyzgowski / 編曲：狭間美帆、鷺巣詩郎
4. Peaceful Times_the London-Tokyo meeting [6:23]
歌：高橋洋子 & Hazel Fernandes
作詞：Mike Wyzgowski / 編曲：鷺巣詩郎
5. It's Easy [6:51]
歌：Ian Michael G Pitter
作詞：Mike Wyzgowski / 編曲：鷺巣詩郎
6. Just for Make Believe [6:15]
歌：Hazel Fernandes
作詞：Mike Wyzgowski / 編曲：鷺巣詩郎
7. Everything I Lost [4:46]
歌：Bazil Meade
作詞：Mike Wyzgowski / 編曲：鷺巣詩郎
8. Joyful, Joyful We Adore Thee_verse [1:30]
歌：LOREN
作詞：Henry van Dyke / 作曲：Ludwig van Beethoven、Vincent Brown、Anthony Criss、Kier Gist、Berry Gordy、James Harris III、Terry Lewis、Alphonso Mizell、Frederick James Perren、Deke Richards / 編曲：Nicholas St-Victor Brown、鷺巣詩郎
9. Joyful, Joyful We Adore Thee_choral [1:30]
歌：Freedom Gospel Choir
作詞：Henry van Dyke / 作曲：Ludwig van Beethoven、Vincent Brown、Anthony Criss、Kier Gist、Berry Gordy、James Harris III、Terry Lewis、Alphonso Mizell、Frederick James Perren、Deke Richards / 編曲：Nicholas St-Victor Brown、鷺巣詩郎
10. Joyful, Joyful [3:12]
歌：LOREN
作詞：Henry van Dyke / 作曲：Ludwig van Beethoven、Vincent Brown、Anthony Criss、Kier Gist、Berry Gordy、James Harris III、Terry Lewis、Alphonso Mizell、Frederick James Perren、Deke Richards / 編曲：Nicholas St-Victor Brown、鷺巣詩郎
11. Love Overcome [5:46]
歌：LOREN
作詞：Mike Wyzgowski / 編曲：鷺巣詩郎
12. Have Yourself A Merry Little Christmas [3:38]
歌：Ian Michael G Pitter
作詞：Ralph Blane / 作曲：Hugh Martin / 編曲：Emlyn Maillard、Velroy Bailey、Andrew Smith、鷺巣詩郎
13. Variation 'Sang et Guts' and 'Amazing Grace' [5:58]
歌：Michelle Dixon
作詞：John Newton / 作曲：鷺巣詩郎（Sang et Guts）、不詳（Amazing Grace） / 編曲：Andrew Smith、LOREN、狭間美帆、鷺巣詩郎
14. Slip Away [7:33]
歌：Ian Michael G Pitter
作詞：Mike Wyzgowski / 編曲：鷺巣詩郎

#### Disc.2
1. Yearning [3:37]
歌：Mike Wyzgowski
作詞：Mike Wyzgowski / 編曲：鷺巣詩郎
2. Number One 2008 [3:13]
歌：Adam Brown
作詞：Mike Wyzgowski / 編曲：鷺巣詩郎
3. Nothing Can Be Explained_variations [6:44]
歌：Mike Wyzgowski
作詞：Mike Wyzgowski / 編曲：鷺巣詩郎
4. Lady I Love You So [3:28]
歌：Adam Brown
作詞：John Stanley / 編曲：Eliot James、鷺巣詩郎
5. Where Your Heart Belongs_choral [1:30]
歌：Catherine Bott、Deborah Miles-Johnson、Andrew Busher、Michael George
作詞：Mike Wyzgowski / 編曲：天野正道、鷺巣詩郎
6. Where Your Heart Belongs_orchestral suite [4:59]
歌：Catherine Bott、Deborah Miles-Johnson、Andrew Busher、Michael George
作詞：Mike Wyzgowski / 編曲：天野正道、鷺巣詩郎
7. Where Your Heart Belongs_guitar [2:02]
8. Django's Theme [9:03]
歌：LOREN
作詞：Mike Wyzgowski / 編曲：鷺巣詩郎
9. Magic Touch_combo [4:18]
歌：LOREN
作詞：Mike Wyzgowski / 編曲：狭間美帆、鷺巣詩郎
10. Magic Touch_orchestral suite [4:29]
編曲：狭間美帆、鷺巣詩郎
11. Toi et Moi_combo [5:03]
歌：Benjamin Legrand
作詞：Mike Wyzgowski / 編曲：狭間美帆、鷺巣詩郎
12. Toi et Moi_suite d'orchestre [6:47]
編曲：狭間美帆、鷺巣詩郎
13. Faubourg Saint-Antoine [5:29]
編曲：鷺巣詩郎
14. Extase [9:06]
歌：高橋洋子
作詞：鷺巣詩郎 / 編曲：鷺巣詩郎
15. Have Yourself a Merry Little Christmas_message (bonus) [4:39]
歌：Paul Lee
作詞：Ralph Blane / 作曲：Hugh Martin / 編曲：Emlyn Maillard、Velroy Bailey、Andrew Smith、鷺巣詩郎
スピーチ：Ian Michael G Pitter / スピーチ原稿草案：鷺巣詩郎 / スピーチ原稿：Mike Wyzgowski

## SHIRO'S SONGBOOK 録音録 The Hidden Wonder of Music

### 収録曲
1. Some You Win [3:59]
歌：Hazel Fernandes
作詞：Mike Wyzgowski / 作曲：Martin Lascells
2. Spark of Life 2003/Nocturne [5:59]
歌：LOREN
作詞：Mike Wyzgowski / 作曲：鷺巣詩郎
3. Nocturne [6:15]
歌：MISIA
作詞：MISIA / 作曲：鷺巣詩郎
4. ぼくが地球を救う〜Sounds Of Spirit〜 [4:51]
歌：Skoop On Somebody
作詞：松尾潔、Skoop On Somebody / 作曲：Skoop On Somebody
5. All Night [4:56]
歌：葛谷葉子
作詞・作曲：葛谷葉子
6. C'EST LA VIE [4:46]
作詞：澤本嘉光 / 作曲：鷺巣詩郎
7. I'm Gettin' Out [6:18]
作詞：MASH / 作曲：鷺巣詩郎
8. Black and White [4:51]
歌：Hazel Fernandes
作詞：Mike Wyzgowski / 作曲：Martin Lascells
9. 一筋の軌跡 [5:10]
歌：ゴスペラーズ
作詞：ゴスペラーズ / 作曲：酒井雄二
10. THE GLORY DAY [8:45]
歌：MISIA
作詞：MISIA、MASH / 作曲：鷺巣詩郎
11. Gaining Through Losing [6:15]
歌：平井堅
作詞・作曲：平井堅
12. TENSIONS - he who pays the piper [6:28]
歌：高橋洋子
作詞：Mike Wyzgowski、高橋洋子 / 作曲：鷺巣詩郎
13. Fly into the Sun – prelude [1:48]
作曲：鷺巣詩郎 / 編曲：天野正道、鷺巣詩郎
14. Fly into the Sun [2:59]
歌：Catherine Bott、Deborah Miles-Johnson、Andrew Busher、Michael George
作曲：鷺巣詩郎 / 編曲：天野正道、CHOKKAKU
15. Li'l Darlin' [6:19]
作曲：Neal Hefti

## アニソン録 プラス。
『アニソン録 プラス。』（英: SHIRO'S ANI-SONGBOOK）は、鷺巣詩郎のアルバム。2018年8月29日にKING AMUSEMENT CREATIVEから発売された。日本語タイトルには「SHIRO'S SONGBOOK」が含まれていないが、SHIRO'S SONGBOOKシリーズに含まれている。

### 収録曲

#### Disc.1
1. めぐりあい [4:23]
歌：井上大輔
作詞：井荻麟、売野雅勇 / 作曲：井上大輔
  - 映画『機動戦士ガンダムIII めぐりあい宇宙編』主題歌
2. for you アネモネ [3:15]
歌：戸田恵子
作詞：荒木とよひさ / 作曲：呼子雅俊
  - テレビアニメ『ガラスの仮面』イメージソング
3. ネコじゃないモン! [3:22]
歌：児島由美
作詞・作曲：谷山浩子
  - 漫画『ネコじゃないモン!』イメージソング
4. 希望の地 = Atlantis [4:54]
演奏：タイクーン
作曲：タケカワユキヒデ
  - 漫画『百億の昼と千億の夜』より
5. Love with You 〜愛のプレゼント〜 [3:44]
歌：小林千絵
作詞：伊藤薫 / 作曲：三木たかし
  - テレビアニメ『牧場の少女カトリ』オープニングテーマ
6. 青春プレリュード [3:09]
歌：加茂晴美
作詞：みうらよしこ / 作曲：亀井登志夫
  - テレビアニメ『アタッカーYOU!』オープニングテーマ
7. 風のメモリー [4:39]
歌：山口益弘
作詞：山口益弘 / 作曲：荒木とよひさ
  - テレビアニメ『アタッカーYOU!』挿入歌
8. 風とブーケのセレナーデ [3:46]
歌：秋本理央
作詞：岩里祐穂 / 作曲：馬飼野康二
  - OVA『幻夢戦記レダ』エンディングテーマ
9. 行方不明のハートたち [4:45]
歌：秋本理央
作詞：佐藤ありす / 作曲：鷺巣詩郎
  - OVA『幻夢戦記レダ』挿入歌
10. 背中ごしにセンチメンタル [4:21]
歌：宮里久美
作詞：みうらよしこ / 作曲：芹澤廣明
  - OVA『メガゾーン23』オープニングテーマ
11. 淋しくて眠れない [4:24]
歌：タケウチユカ
作詞：堺ジョージ / 作曲：鷺巣詩郎
  - 『メガゾーン23』エンディングテーマ
12. 秘密く・だ・さ・い [4:56]
歌：宮里久美
作詞：松井五郎 / 作曲：鈴木キサブロー
  - OVA『メガゾーン23 PART II 秘密く・だ・さ・い』主題歌
13. ロンリーサンセット [4:05]
歌：宮里久美
作詞：松井五郎 / 作曲：鈴木キサブロー
  - OVA『メガゾーン23 PART II 秘密く・だ・さ・い』挿入歌
14. 裸足のソルジャー [3:26]
歌：下山公介
作詞：売野雅勇 / 作曲：井上大輔
  - テレビアニメ『六三四の剣』オープニングテーマ
15. 燃えてヒーロー'85 [3:03]
歌：竹本孝之
作詞：吉岡治 / 作曲：内木弘
  - テレビアニメ『キャプテン翼』オープニングテーマ
16. アニメじゃない -夢を忘れた古い地球人よ- [4:04]
歌：新井正人
作詞：秋元康 / 作曲：芹澤廣明
  - テレビアニメ『機動戦士ガンダムZZ』オープニングテーマ
17. TRANSFORMER [3:42]
歌：下成佐登子
作詞：大津あきら / 作曲：筒美京平
  - テレビアニメ『戦え!超ロボット生命体トランスフォーマー』オープニングテーマ
18. TRANSFORMER 2010 [3:30]
歌：広瀬翔
作詞：松本一起 / 作曲：小森田実
  - テレビアニメ『戦え!超ロボット生命体トランスフォーマー2010』オープニングテーマ
19. アイ・シティ [3:36]
歌：上田由紀
作詞：阿木燿子 / 作曲：Johnny
  - OVA『アイ・シティ』主題歌
20. A PSYCHIK MAN [3:44]
歌：楠木勇有行
作詞：ジェシー楠木 / 作曲：鷺巣詩郎
  - OVA『アイ・シティ』挿入歌

#### Disc.2
1. もしも空を飛べたら [4:00]
歌：小幡洋子
作詞：松本隆 / 作曲：筒美京平
  - 映画『天空の城ラピュタ』イメージソング
2. 夢色チェイサー [3:33]
歌：鮎川麻弥
作詞：竜真知子 / 作曲：筒美京平
  - テレビアニメ『機甲戦記ドラグナー』オープニングテーマ
3. オレンジ・ミステリー [3:56]
歌：長島秀幸
作詞：売野雅勇 / 作曲：NOBODY
  - テレビアニメ『きまぐれオレンジ☆ロード』オープニングテーマ
4. ふり向いてマイダーリン [3:58]
歌：藤代美奈子
作詞：澤地隆 / 作曲：鷺巣詩郎
  - テレビアニメ『きまぐれオレンジ☆ロード』挿入歌
5. ブレイキング ハート [4:04]
歌：坪倉唯子
作詞：SHOW / 作曲：鷺巣詩郎
  - テレビアニメ『きまぐれオレンジ☆ロード』挿入歌
6. 夏のミラージュ [4:31]
歌：和田加奈子
作詞：湯川れい子 / 作曲：TSUKASA
  - テレビアニメ『きまぐれオレンジ☆ロード』エンディングテーマ
7. ジェニーナ [4:39]
歌：和田加奈子
作詞：湯川れい子 / 作曲：鷺巣詩郎
  - テレビアニメ『きまぐれオレンジ☆ロード』挿入歌
8. Just for make believe	[6:16]
歌：Hazel Fernandes
作詞：Mike Wyzgowski / 作曲：鷺巣詩郎
9. 愛は奇蹟(ミラクル) [4:05]
歌：花奈
作詞：森雪之丞 / 作曲：中崎英也
  - OVA『超獣機神ダンクーガ GOD BLESS DANCOUGA』オープニングテーマ
10. ボクらの夢によろしく [3:24]
歌：CHA-CHA
作詞：平出よしかつ / 作曲：多々納好夫
  - テレビアニメ『ミラクルジャイアンツ童夢くん』オープニングテーマ
11. 陽春のパッセージ [4:22]
歌：田中陽子
作詞：森雪之丞 / 作曲：岡本朗
  - テレビアニメ『アイドル天使ようこそようこ』オープニングテーマ
12. 絶対!Part2 [3:34]
歌：早坂好恵
作詞：及川眠子 / 作曲：松本俊明
  - テレビアニメ『らんま1/2 熱闘編』オープニングテーマ
13. 逆転タイフーン [4:05]
歌：早坂好恵
作詞：及川眠子 / 作曲：松本俊明
  - テレビアニメ『アニメひみつの花園』オープニングテーマ
14. はらほろひれはれ [3:49]
歌：早坂好恵
作詞：及川眠子 / 作曲：松本俊明
  - テレビアニメ『アニメひみつの花園』エンディングテーマ
15. おーい!車屋さん [4:51]
歌：忍者
作詞：米山正夫、荒木とよひさ / 作曲：米山正夫、馬飼野康二
  - テレビアニメ『21エモン』オープニングテーマ
16. レッツ・ゴー・ジャンくん [3:29]
歌：日髙のり子
作詞：庵野秀明 / 作曲：鷺巣詩郎
  - テレビアニメ『ふしぎの海のナディア』挿入歌
17. My Precious Trick Star 〜優しさをくれたあなたへ〜 [5:24]
歌：SILK
作詞：KINUKO / 作曲：鷺巣詩郎
  - 映画『ふしぎの海のナディア』エンディングテーマ
18. 本命盤 恨み舟 [5:08]
歌：清川元夢
作詞：渡辺満里夫兄弟 / 作曲：鷺巣詩郎
  - テレビアニメ『ふしぎの海のナディア』挿入歌
19. Secret Track 1 [0:22]
20. Secret Track 2 [0:19]

#### Disc.3
1. もういちど Love you [6:12]
歌：笠原弘子
作詞：松宮恭子 / 作曲：柿原朱美
  - OVA『超時空要塞マクロスII -LOVERS AGAIN-』挿入歌
2. 約束 [5:12]
歌：笠原弘子
作詞：松宮恭子 / 作曲：鷺巣詩郎
  - OVA『超時空要塞マクロスII -LOVERS AGAIN-』エンディングテーマ
3. 約束 [4:38]
歌：May'n
作詞：松宮恭子 / 作曲：鷺巣詩郎
4. Wings of my Heart [7:12]
歌：MAJESTY
作詞：緒方豊和、加藤健 / 作曲：清水武仁、緒方豊和
  - OVA『バイストン・ウェル物語 ガーゼィの翼』主題歌
5. Komm, süsser Tod [7:52]
歌：ARIANNE
日本語原詩：庵野秀明 / 英訳：Mike Wyzgowski / 作曲：鷺巣詩郎
  - 映画『新世紀エヴァンゲリオン劇場版 Air/まごころを、君に』挿入歌
6. THANATOS -IF I CAN'T BE YOURS- [4:47]
歌：LOREN & MASH
作詞：MASH / 作曲：鷺巣詩郎
  - 映画『新世紀エヴァンゲリオン劇場版 Air/まごころを、君に』主題歌
7. Overcome 2018 [3:34]
歌：LOREN
作詞：Mike Wyzgowski / 作曲：鷺巣詩郎
8. 明日へのメロディー [5:30]
歌：CHAKA
作詞：CHAKA / 作曲：鷺巣詩郎
  - 映画『劇場版カードキャプターさくら 封印されたカード』主題歌
9. This Kind of Love [5:43]
歌：Hazel Fernandes
作詞：Mike Wyzgowski / 作曲：鷺巣詩郎
10. Treat or Goblins [3:49]
歌：林原めぐみ
作詞：李醒獅 / 英詞：Mamie D. Lee / 作曲：鷺巣詩郎
  - テレビアニメ『アベノ橋魔法☆商店街』オープニングテーマ
11. Number One [4:55]
歌：Hazel Fernandes
作詞：Mike Wyzgowski / 作曲：鷺巣詩郎
  - テレビアニメ『BLEACH』イメージソング
12. Nothing Can Be Explained [3:30]
歌：Mike Wyzgowski
作詞：Mike Wyzgowski / 作曲：鷺巣詩郎
  - テレビアニメ『BLEACH』イメージソング
13. Nos Rêves d'Enfants [3:19]
歌：メリ・ニーザー
作詞：メリ・ニーザー / 作曲：鷺巣詩郎
  - テレビアニメ『スカルマン』イメージソング
14. 愛は降る星のごとく [6:39]
歌：May'n
作詞：岩里祐穂 / 作曲：鷺巣詩郎
  - テレビアニメ『最強武将伝 三国演義』エンディングテーマ
15. 魂のルフラン 2010VERSION [5:54]
歌：高橋洋子
作詞：及川眠子 / 作曲：大森俊之
  - 映画『新世紀エヴァンゲリオン劇場版 シト新生』主題歌

#### Disc.4
1. 集結の運命 [5:22]
歌：林原めぐみ
作詞：MEGUMI / 作曲：鷺巣詩郎
  - 『CRヱヴァンゲリヲン 〜始まりの福音〜』イメージソング
2. Breakthrough [4:46]
歌：川畑要
作詞：川畑要、田中秀典 / 作曲：川畑要、UTA / 編曲：鷺巣詩郎、CHOKKAKU、挾間美帆
  - 映画『ベルセルク 黄金時代篇III 降臨』主題歌
3. オルフェンズの涙 [5:06]
歌：MISIA
作詞：MISIA / 作曲：鷺巣詩郎
  - テレビアニメ『機動戦士ガンダム 鉄血のオルフェンズ』エンディングテーマ
4. Saving Grace [5:32]
歌：LOREN
作詞：Mike Wyzgowski / 作曲：鷺巣詩郎
  - 「オルフェンズ涙」英語歌詞バージョン
5. 瞑目の彼方 [4:37]
歌：やなぎなぎ
作詞：やなぎなぎ / 作曲：鷺巣詩郎 / 編曲：鷺巣詩郎、CHOKKAKU
  - テレビアニメ『ベルセルク』エンディングテーマ
6. TENSIONS alterna 2018 [3:42]
歌：高橋洋子
作詞：高橋洋子&Mike Wyzgowski / 作曲：鷺巣詩郎
  - エヴァンゲリオンシリーズ
7. SWANEE [3:49]
演奏：鷺巣詩郎 with SOMETHIN' SPECIAL
8. B.KOOL.B.G. (bon KOOL bon genre) [3:46]
  - JT「KOOL」CM曲
9. 愛のよろこび [3:38]
演奏：クライズラー＆カンパニー
作曲：フリッツ・クライスラー / 編曲：鷺巣詩郎、クライズラー＆カンパニー
  - 『学生援護会"an"』CM曲
  - 『さんま・一機のイッチョカミでやんす』
10. いとしのナディア♥ [3:06]
歌：日髙のり子
作詞：渡辺満里夫兄弟 / 作曲：鷺巣詩郎
  - テレビアニメ『ふしぎの海のナディア』挿入歌
11. IMOSEな関係1907 [4:22]
歌：鷹森淑乃
作詞：庵野秀明、樋口真嗣 / 作曲：鷺巣詩郎
  - テレビアニメ『ふしぎの海のナディア』イメージソング
12. 夢みるPLANET [3:25]
歌：荻野目洋子 with ウゴウゴ・ルーガ
作詞：吉元由美 / 作曲：浅田直
  - フジテレビ系『ウゴウゴルーガ』エンディングテーマ
13. Chanson des Jumelles [5:21]
歌：ALOYSIA
作詞：ジャック・ドゥミ / 作曲：Michel Legrand
14. 主客転倒 [2:13]
作曲：鷺巣詩郎
  - テレビアニメ『彼氏彼女の事情』より
15. 宮沢一家 [3:03]
作曲：鷺巣詩郎
  - テレビアニメ『彼氏彼女の事情』より
16. Make Your Move [5:12]
歌：LOREN
作詞：Mike Wyzgowski / 作曲：鷺巣詩郎
  - テレビアニメ『マギ The labyrinth of magic』イメージソング
17. Monolith -the threat- [3:20]
作曲：鷺巣詩郎
  - テレビアニメ『ブラック・ブレット』より
18. テレフォンショッキングのテーマ〜ゲスト登場のテーマ [1:40]
作曲：鷺巣詩郎
  - フジテレビ系『森田一義アワー 笑っていいとも!』より
19. La Maison -pour violon seul- [3:42]
作曲：鷺巣詩郎
  - 日本アニメ（ーター）見本市「鼻下長紳士回顧録」より
20. Peaceful Times 〜F02 次回予告〜 [0:41]
歌：キャサリン・ボット、デボラ・マイルス＝ジョンソン、アンドリュー・ブッシャー、マイケル・ジョージ
作詞：Mike Wyzgowski / 作曲：鷺巣詩郎
  - エヴァンゲリオンシリーズ
21. Secret Track 3 [0:42]

## SHIRO'S SONGBOOK 11

### 収録曲

#### Disc.1
1. seventh heaven [5:01]
歌：LOREN
作詞：Mike Wyzgowski / 編曲：鷺巣詩郎、CHOKKAKU
2. out of sight out of mind [4:37]
歌：LOREN
作詞：Mike Wyzgowski / 編曲：鷺巣詩郎、CHOKKAKU
3. break for the border [4:50]
歌：LOREN
作詞：Mike Wyzgowski / 編曲：鷺巣詩郎、CHOKKAKU
4. soul love [4:55]
歌：Hazel Fernandes
作詞：Mike Wyzgowski / 編曲：鷺巣詩郎
5. never meant to be [5:01]
歌：Ian Michael G Pitter
作詞：Mike Wyzgowski / 編曲：鷺巣詩郎
6. you'll never lose [4:26]
歌：Ian Michael G Pitter
作詞：Mike Wyzgowski / 編曲：KOTETSU
7. lap of the gods - choir [2:22]
歌：Catherine Bott、Deborah Miles-Johnson、Andrew Busher、Michael George
作詞：Mike Wyzgowski / 編曲：鷺巣詩郎
8. the sport of kings - champion of the game [2:41]
歌：Catherine Bott、Deborah Miles-Johnson、Andrew Busher、Michael George
作詞：Mike Wyzgowski / 編曲：鷺巣詩郎
9. trouble maker [4:27]
歌：Adam Brown
作詞：Chris Mosdell / 編曲：鷺巣詩郎
10. persecution of the masses - volklingen funk [3:52]
歌：Catherine Bott、Deborah Miles-Johnson、Andrew Busher、Michael George
作詞：Mike Wyzgowski / 編曲：鷺巣詩郎、CHOKKAKU
11. finest hour [4:59]
歌：LOREN
作詞：Mike Wyzgowski / 編曲：鷺巣詩郎
12. what if? - vox orchestra [5:13]
歌：KOTETSU
作詞：Mike Wyzgowski / 編曲：KOTETSU
13. go on loving someone else [6:37]
歌：Ian Michael G Pitter
作詞：Mike Wyzgowski / 編曲：鷺巣詩郎
14. beautiful world - perfect and peaceful [7:11]
歌：LOREN
作詞：Mike Wyzgowski / 編曲：狭間美帆
15. he looked beyond my fault (amazing grace will always by my song of praise) [8:45]
歌：Michelle Dixon
作詞：Mike Wyzgowski / 編曲：鷺巣詩郎、狭間美帆

#### Disc.2
1. fly into the sky [3:54]
編曲：天野正道
2. peaceful times - Shiro SAGISU petit film (original soundtrack) [4:49]
歌：Catherine Bott、Deborah Miles-Johnson、Andrew Busher、Michael George
編曲：鷺巣詩郎、天野正道
3. mambo s&y [1:55]
編曲：鷺巣詩郎、天野正道
4. mambo s&y - evolution process [1:05]
編曲：CHOKKAKU、天野正道
5. CHASE YOUR DREAM [1:25]
編曲：鷺巣詩郎、CHOKKAKU
6. lap of the gods [3:35]
編曲：鷺巣詩郎、天野正道
7. the champion - champion of the game [3:56]
編曲：鷺巣詩郎
8. finest hour - musical theatre [3:18]
歌：Catherine Bott、Deborah Miles-Johnson、Andrew Busher、Michael George
編曲：鷺巣詩郎、天野正道
9. citation from beethoven [3:29]
編曲：鷺巣詩郎
10. angel of doom - symphonic transfigure [4:28]
編曲：狭間美帆
11. destiny - symphonic transfigure [4:10]
編曲：狭間美帆
12. the final decision - symphonic transfigure [3:49]
編曲：啼鵬
13. dilemma - symphonic transfigure [3:09]
編曲：狭間美帆
14. dilemma - solo guitar [1:53]
15. my beautiful blue earth - mov.1 [2:25]
歌：Catherine Bott、Deborah Miles-Johnson、Andrew Busher、Michael George
作詞：Mike Wyzgowski / 編曲：鷺巣詩郎、天野正道
16. my beautiful blue earth - mov.2 [7:59]
歌：Catherine Bott、Deborah Miles-Johnson、Andrew Busher、Michael George
作詞：Mike Wyzgowski / 編曲：鷺巣詩郎、天野正道
17. omni 00 - cello, we all love martin [2:58]
歌：Catherine Bott、Deborah Miles-Johnson、Andrew Busher、Michael George
編曲：鷺巣詩郎
18. tribute to toki (bonus) [5:46]

## SHIRO’S SONGBOOK BLEACH盤解!
鷺巣が音楽を手掛けたTVアニメ『BLEACH』および同作から派生した劇場版アニメで使用された楽曲のセルフカバー・アルバム。同作のアニメプロジェクト再始動に伴い、2022年12月14日にアニプレックスより発売された。

### 収録曲
出典：
| 全作曲: 鷺巣詩郎。 |                                                                      |                        |            |                        | |      |
| #                  | タイトル                                                             | 作詞                   | 作曲・編曲 | 編曲                   | 歌 | 時間 |
| 1.                 | 「Overture - on the precipice of defeat」                            |                        | 鷺巣詩郎   | 鷺巣詩郎               | | 0:58 |
| 2.                 | 「Number One - oldskool featuring Hazel Fernandes」                  | マイク・ウィズゴウスキ | 鷺巣詩郎   | CHOKKAKU               | ヘイゼル・フェルナンデス                                                                                   | 4:31 |
| 3.                 | 「Treachery - ominously」                                            |                        | 鷺巣詩郎   | 鷺巣詩郎、天野正道     | | 1:24 |
| 4.                 | 「Treachery - treacherously」                                        | マイク・ウィズゴウスキ | 鷺巣詩郎   | 鷺巣詩郎、CHOKKAKU     | キャサリン・ボット、デボラ・マイルス＝ジョンソン、アンドリュー・ブッシャー (Classical)、マイケル・ジョージ | 4:33 |
| 5.                 | 「Love is waiting - intro (999)」                                    |                        | 鷺巣詩郎   | Shu Kanematsu          | | 1:13 |
| 6.                 | 「Love is waiting (999) featuring Hazel Fernandes」                  | マイク・ウィズゴウスキ | 鷺巣詩郎   | 鷺巣詩郎               | ヘイゼル・フェルナンデス                                                                                   | 4:04 |
| 7.                 | 「999 - orchestra」                                                  |                        | 鷺巣詩郎   | 挾間美帆               | | 5:01 |
| 8.                 | 「Number One - voice orchestra featuring KOTETSU」                   | マイク・ウィズゴウスキ | 鷺巣詩郎   | KOTETSU                | KOTETSU | 4:36 |
| 9.                 | 「Here to Stay - you're here to stay featuring Hazel Fernandes」     | マイク・ウィズゴウスキ | 鷺巣詩郎   | Shu Kanematsu          | ヘイゼル・フェルナンデス                                                                                   | 5:38 |
| 10.                | 「Here to Stay - orchestra」                                         |                        | 鷺巣詩郎   | 天野正道               | | 5:54 |
| 11.                | 「Into the Fire - orchestra」                                        |                        | 鷺巣詩郎   | 天野正道               | | 5:00 |
| 12.                | 「Number One 2008 featuring Adam Brown」                             | マイク・ウィズゴウスキ | 鷺巣詩郎   | エリオット・ジェイムス | アダム・ブラウン                                                                                           | 3:14 |
| 13.                | 「Going Home - her sights featuring Hazel Fernandes」                | マイク・ウィズゴウスキ | 鷺巣詩郎   | 鷺巣詩郎               | ヘイゼル・フェルナンデス                                                                                   | 3:18 |
| 14.                | 「Going Home - his sights featuring Ian Michael G Pitter」           | マイク・ウィズゴウスキ | 鷺巣詩郎   | 挾間美帆               | イアン・マイケル・Ｇ・ピッター                                                                             | 5:06 |
| 15.                | 「Nothing can be Explained - variations featuring Mike Wyzgowski」   | マイク・ウィズゴウスキ | 鷺巣詩郎   | 鷺巣詩郎               | マイク・ウィズゴウスキ                                                                                     | 6:44 |
| 16.                | 「Slip Away (Never Meant To Belong) featuring Ian Michael G Pitter」 | マイク・ウィズゴウスキ | 鷺巣詩郎   | 鷺巣詩郎               | イアン・マイケル・Ｇ・ピッター                                                                             | 7:33 |
| 17.                | 「It's Easy (Will of the Heart) featuring Ian Michael G Pitter」     | マイク・ウィズゴウスキ | 鷺巣詩郎   | 鷺巣詩郎               | イアン・マイケル・Ｇ・ピッター                                                                             | 6:50 |
| 合計時間:          | 合計時間:                                                            | 合計時間:              | 合計時間:  | 合計時間:              | 75:45 |      |